# کنگندلا، آنگولا
کنگندلا (به انگلیسی: Cangandala) شهری در استان مالانژه واقع در کشور آنگولا است که در سال ۲۰۰۹ میلادی ۴٬۰۴۸ نفر جمعیت داشته است.